# Coswig
Coswig es un municipio situado en el distrito de Wittenberg, en el estado federado de Sajonia-Anhalt (Alemania), a una altitud de 83 metros. Su población a finales de 2015 era de unos 12 200 habitantes y su densidad poblacional, 41 hab/km².

## Historia de Coswig desde 1900[4]
1913
Se registran según censo en Coswig  9.996 habitantes.
1935 -1938
Construcción de la Reichsautobahn
1945
El 1 de mayo, las tropas soviéticas ocupan la ciudad y toman control del gobierno local 
1958
El castillo de la ciudad  se convierte en depósito de archivos de los Archivos del Estado de Magdeburgo.
1960
Comienza la producción de la nueva operación del "VEB Chemiewerk Coswig". Los productos principales de la fábrica son ácido sulfúrico y cemento.
1961
El castillo de la ciudad se comienza a utilizar como archivo estatal central de la RDA.
1987
Aniversario de la ciudad, Coswig cumple 800 años.
1989
Se registran manifestaciones de la comunidad en Nicolaikirche y otros lugares de la ciudad, como  descontento por las opresivas condiciones sociales.  
1990
31 de mayo  se celebra la primera reunión del ayuntamiento en el ayuntamiento de Coswig. El primer parlamento de la ciudad elegido democráticamente asume su labor y elige al Sr. M.Ertelt (SPD) como alcalde. 
1993
Se inaugura la tercera feria comercial con aproximadamente 100 expositores - con ella se celebra el Laurentiusmarkt en el patio del claustro por primera vez desde el cambio de siglo.
1998
El castillo de Coswig Coswiger Schloß se anuncia a la venta en todo el mundo.
1999
El Coswiger Kanuverein (Canoe Club de Coswig) celebra su 50 aniversario. 2 de abril Se ha subastado el castillo de Coswig. Los nuevos propietarios son los hermanos de Hillebrandt GmbH.
2000
21 de enero Fundación de la Sociedad Cohen Coswig (Anhalt) eV en cooperación con el Archivo Cohen de Zúrich y la Universidad de Marburg.
2002
15 de agosto  Se registra la inundación del siglo en el distrito. La inundación del Elba llega a Coswig.
2004
1 de enero, el municipio de Zieko pasa a formar parte de Coswig (Anhalt).
El 7 de agosto  el Flämingbad celebra su 40 aniversario.
28 de septiembre  Inauguración oficial del carril de bicicletas entre Coswig (Anhalt) y Wörlitz.
2007
17 de enero  El huracán Kyrill deja un rastro de devastación en Fläming.
16./17 de Junio.  Aniversarios de Coswig: 820 años de la primera mención de la ciudad, 305 años del gremio de tiro y 80 cumpleaños del SV Blau-Rot Coswig, sección de balonmano.
El 1 de julio  Coswig pertenece al distrito de Wittenberg.
31 de diciembre  La comunidad de Griebo se despide de Coswig (Anhalt) y se incorpora a Lutherstadt Wittenberg.
2008
1 de enero, el municipio de Wörpen pasa a formar parte de Coswig (Anhalt).
27 de marzo  demolición de la "parroquia alta" en Coswig, Schloßstraße, uno de los edificios más antiguos de la ciudad.
2009
1 de enero . Los municipios de Serno, Senst, Buko, Cobbelsdorf y Köseltz se convierten en distritos de Coswig.
El 2 de marzo, los  municipios de Klieken y Düben se convierten en distritos de Coswig (Anhalt).